# Митрофанова (Курская область)
Митрофанова — деревня в Октябрьском районе Курской области России. Административный центр Катыринского сельсовета.

## География
Деревня находится в центральной части Курской области, в пределах Среднерусской возвышенности, в лесостепной зоне, к югу от реки Сейм, при автодороге 38К-017, на расстоянии примерно 6 километров (по прямой) к юго-западу от Прямицына, административного центра района. Абсолютная высота — 158 метров над уровнем моря.

### Водные ресурсы
Через деревню протекает ручей Безымянный, образующий несколько запруд. К северу от деревни располагаются озеро Старые Дворы и озеро Перевесное (группа заливных озёр). С 2000-х гг. наблюдается повсеместное обмеление озёр.

### Климат
Климат характеризуется как умеренно континентальный, с тёплым летом и умеренно холодной зимой. Среднегодовая температура воздуха — 5,7 °С. Средняя температура воздуха самого тёплого месяца (июля) — 18,7 °C (абсолютный максимум — 37 °С); самого холодного (января) — −9,3 °C (абсолютный минимум — −38 °С). Безморозный период длится около 152 дней в году. Среднегодовое количество атмосферных осадков составляет 563 мм, из которых большая часть выпадает в тёплый период. Снежный покров держится в течение 110—120 дней.

### Часовой пояс
Деревня Митрофанова, как и вся Курская область, находится в часовой зоне МСК (московское время). Смещение применяемого времени относительно UTC составляет +3:00.

## Население
| 2002 | 2010 |
| ---- | ---- |
| 317  | ↘309 |

### Половой состав
По данным Всероссийской переписи населения 2010 года в половой структуре населения мужчины составляли 45 %, женщины — соответственно 55 %.

### Национальный состав
Согласно результатам переписи 2002 года, в национальной структуре населения русские составляли 97 %. Среди представителей прочих этнических групп есть армяне и цыгане.

## Инфраструктура
Личное подсобное хозяйство. Общеобразовательная школа. Детский сад «Колокольчик». ФАП. Администрация Катыринского сельсовета Октябрьского района Курской области. СНТ Родник. В деревне 134 дома.

## Транспорт
Митрофанова находится в 16,5 км от автодороги федерального значения М2 «Крым» (часть европейского маршрута E 105), при автодорогe регионального значения 38К-017 (Курск — Льгов — Рыльск — граница с Украиной), в 0,5 км от ближайшего ж/д остановочного пункта 440 км (линия Льгов I — Курск). Остановка общественного транспорта.
В 121 км от аэропорта имени В. Г. Шухова (недалеко от Белгорода).

## История
Деревня Митрофанова упоминается в списке населённых мест Российской империи по сведениям за 1859—1873 гг. На тот момент в деревне было 20 дворов, 150 жителей мужского пола и 149 — женского. Следовательно, на один двор приходилось в среднем по 15 душ.
В памятной книжке населённых мест Курской области за 1892 год значится как деревня Митрофановка Дьяконовской волости. Численность мужчин составляла 287, женщин — 286. Согласно документу, в деревне было 2 земских начальника, 2 судебных следователя, 3 полицейских урядника. Призывных по отправлению воинской повинности — 4.

## Памятники
Братская могила воинов (15 известных и 3 неизвестных), погибших в годы Великой Отечественной войны. 
Гранитный бюст В. И. Ленину (напротив здания администрации). Считается самым большим бюстом Ленину в Октябрьском районе и одним из крупнейших в Курской области.
Бюст Н. К. Крупской (на территории школы).

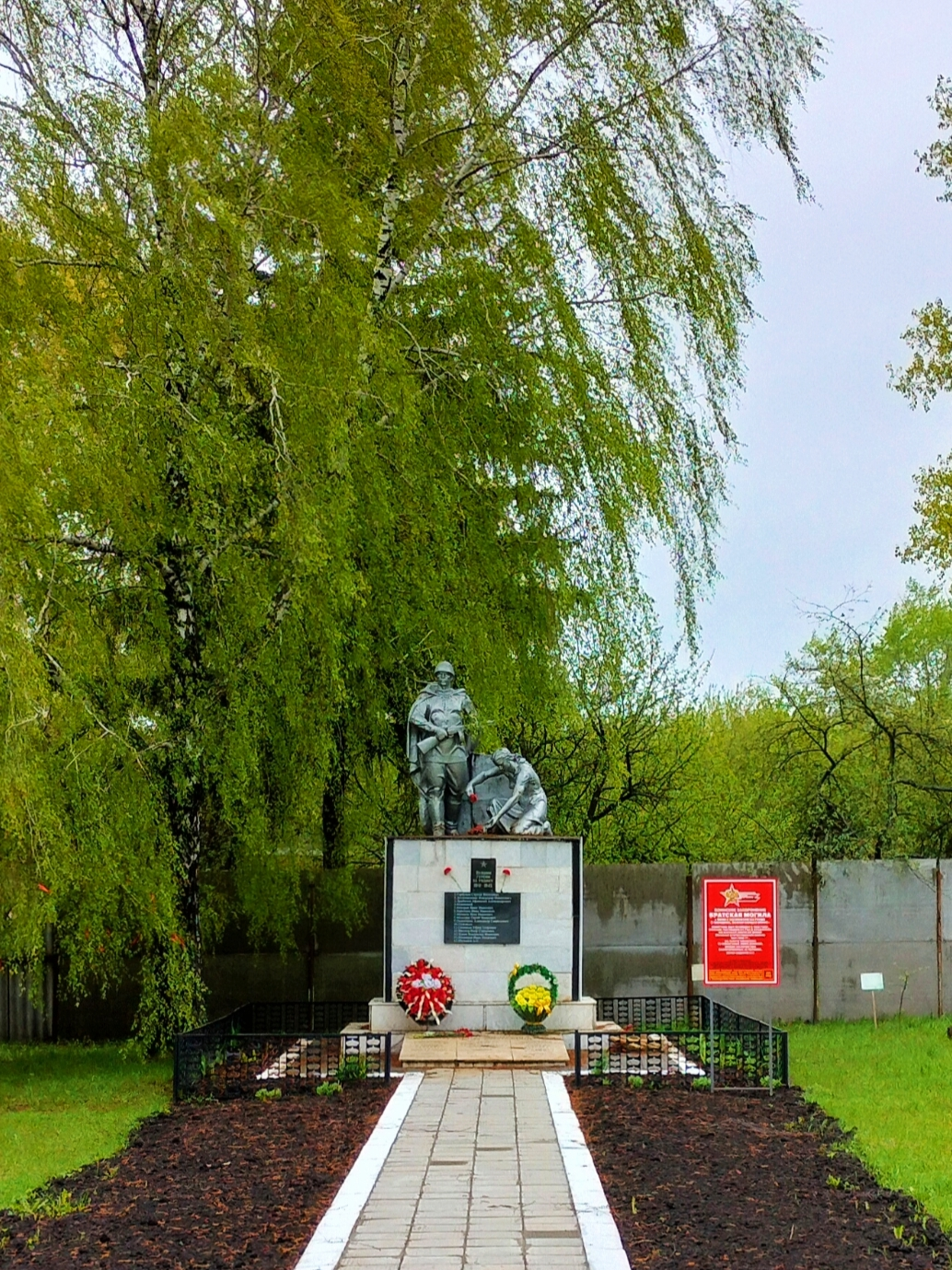
Братская могила воинов Советской Армии, погибших в годы Великой Отечественной войны в деревне Митрофанова (апрель 2023 г.).
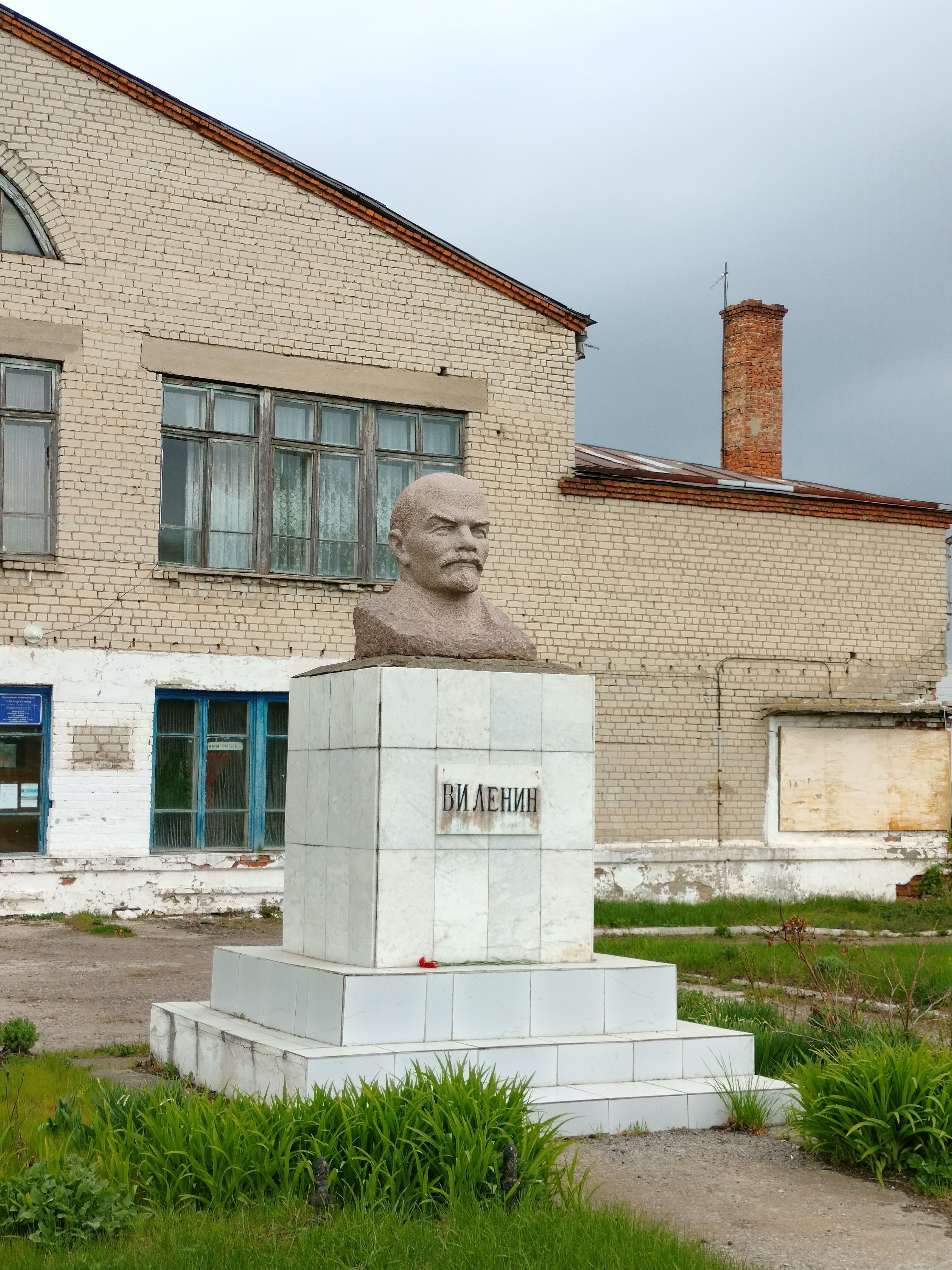
Гранитный бюст В.И. Ленину в деревне Митрофанова Курской области (апрель 2023 г.).